# Tamás Kieselbach
Tamás Kieselbach (geboren 25. April 1964 in Budapest) ist ein ungarischer Kunsthistoriker, Kunsthändler und -sammler sowie Galerist.

## Leben
Kieselbach studierte Kunstgeschichte und Kunstmanagement und wurde in den 1980er Jahren im Kunsthandel tätig. Innerhalb kurzer Zeit trug er eine der größten ungarischen Privatsammlungen zusammen und publizierte diese in Buchform. Er veröffentlichte mehr als 20 Bände zur Geschichte der ungarischen Malerei; seine Expertisen zum Thema werden auch von großen Kunsthändlern und Auktionshäusern außerhalb Ungarns angefragt.
Mithilfe seiner Kunstgalerie mit angebundenem Auktionshaus Kieselbach Galéria és Aukciósház organisierte Kieselbach in rund zwei Jahrzehnten zahlreiche Gemälde- und Fotoauktionen.

## Schriften (Auswahl)
- Ferenc Vörösváry (Red.), Vizi E. Szilveszter (Vorwort), István Csupor, Tamás Kieselbach: Erdély népi kerámiaművészete, Budapest: Novella, 2008, ISBN 963-9442-32-1
- Tamás Kieselbach (Hrsg.): Modern Hungarian painting, in einer Übersetzung von Emma Péterdiné Szabó, Budapest: Kieselbach Gallery, 2003–2004, ISBN 963-212-435-9 (Gesamtwerk)
  - 1892–1919, ISBN 963-212-436-7
  - 1919–1964, ISBN 963-212-437-5
- Hungarian Art and Music. Music, Rhythm, Sound, Picture, Photo, Fancy, übersetzt von Emma P. Szabó. et al., Budapest: Corvina, 2006, ISBN 978-963-13-5585-7
  - mit einer CD-Beilag unter dem Titel Magyar zene és kép, Budapest: Corvina, 2007, ISBN 978-963-13-5585-7
- A magyar forradalom 1956 napló (etwa: „Ungarn-Aufstand 1956: Das Tagebuch eines unbekannten Jugendlichen mit Zeichnungen, Fotos und Flugblättern“), Budapest: Kieselbach Galéria, [2006], ISBN 963-86932-4-X
- Krisztina Bodnár (Red.), Tamás Kieselbach (Hrsg.): Die Moderne in der ungarischen Malerei, 2 Bände, Berlin: Nicolai, 2008, ISBN 978-3-89479-320-3
  - Teilband: 1892–1919; Inhaltsverzeichnis und Verlagsangaben
  - Teilband: 1919–1964, Inhaltsverzeichnis
- Kieselbach Tamás (Bearb.): Nagy István. tisztaság, tömörség, transzcendencia, Budapest: Kieselbach Galéria, 2019, ISBN 978-615-5199-12-7